# Catherine Bertho-Lavenir
Pour les articles homonymes, voir Bertho et Lavenir.
Catherine Bertho-Lavenir, née le 8 février 1953 à Rennes, est une historienne, sociologue et médiologue française.
Spécialiste de l'histoire des techniques, elle est l'auteur de Histoire des médias, de Diderot à Internet (traduit en plusieurs langues) et La roue et le stylo. Comment nous sommes devenus touristes.

## Biographie
Après avoir étudié à l'École nationale des chartes, Catherine Bertho-Lavenir devient conservatrice aux Archives nationales, chargée de la collecte d'archives auprès de différents ministères, puis chargée de mission à la Direction générale des Télécommunications.
Elle obtient son doctorat en histoire en 1979 (à l'Université Panthéon-Sorbonne et l’École des hautes études en sciences sociales) sous la supervision de Maurice Agulhon. Ses travaux portaient sur la naissance des stéréotypes régionaux en Bretagne au XIXe siècle. En 1995, elle soutient son habilitation à diriger des recherches. Elle devient Professeur d'Histoire contemporaine à l'Université Blaise Pascal - Clermont 2.
Professeur à l'université Sorbonne Nouvelle - Paris 3, elle est membre du centre de recherche sur les liens sociaux et enseigne dans le département de la médiation culturelle en se spécialisant sur l'histoire du vélo en France. Elle a été vice-présidente chargée de la politique des personnels.
Catherine Bertho-Lavenir est, de juillet 2013 à mars 2016, rectrice de l'académie de la Martinique. Elle est nommée Inspectrice générale de l'Éducation nationale le 8 septembre 2016.
Elle est officière de l’ordre national du Mérite et chevalière de la Légion d'honneur (2011).

## Publications
- Télégraphes et téléphones, de Valmy au microprocesseur, Livre de poche Hachette, 1981, 539 p.
- Les Télécommunications internationales, Romain Pages, 1991, 115 p.
- Histoire des médias, de Diderot à Internet, avec Frédéric Barbier, A. Colin, Coll. U, 1996, 351 p. Deuxième édition mise à jour, oct. 2000. (traduit en grec, en turc, en espagnol, en portugais, en italien, en hongrois, en chinois). Troisième édition mise à jour, 2004.
- La bicyclette, coordinatrice du numéro, Cahiers de médiologie, n°5, 1998, 254 p.
- La Roue et le stylo. Comment nous sommes devenus touristes, O. Jacob, 1999, 444 p.
- La Démocratie et les médias, A. Colin, Coll. U, 2000, 280 p.
- Forécreu, histoire d’une idée industrielle, Meudon, éd. Forécreu, 2003, 156 p.
- Les écrits d’Anne Marie Palardy : identité féminine et modernité au Canada français.
- Voyages à Vélo : Du vélocipède au Vélib, Paris bibliothèques/Actes Sud, 2011.
- Révolution, 100 ans d'octobre rouge, Macha Publishing, 2016.

## Distinctions
- Chevalière de la Légion d'honneur (2010)
- Officière de l'ordre national du Mérite (2015)[3]